# 小野郁
小野 郁（おの ふみや、1996年10月23日 - ）は、福岡県久留米市出身のプロ野球選手（投手）。右投右打。千葉ロッテマリーンズ所属。

## 経歴

### プロ入り前
南薫小学校2年生の時に「南薫エンゼルス」で軟式野球を始め、ポジションはキャッチャー。6年生時にはホークスJr.にキャッチャーで選出された。櫛原中学校では硬式野球の「久留米中央ボーイズ」でプレーした。2年時後半から投手に転向した。3年の夏に全国大会で立田将太と投げ合い敗れている。西日本短大附属高校では1年生時の夏にベンチ入りし、秋にはエースになった。3年生時の夏の甲子園・福岡大会では初戦から7回完封、9回完封、9回2失点完投、9回4失点完投で勝ち進んだが、準々決勝で清水優心、古澤勝吾、山本武白志ら擁する九州国際大付属高校に8失点を喫し7回コールド負けで敗退した。高校通算25本塁打の「二刀流」だったが、3年生時の6月に学校の階段で転倒し左手首を骨折してからは投手に専念した。
2014年10月23日に行われたプロ野球ドラフト会議では、東北楽天ゴールデンイーグルスから2位指名を受け、契約金6000万円、年俸600万円（金額は推定）で合意し、入団した。背番号は15。プロ入り時には「最初は投手一本で勝負したい」と話した。

### 楽天時代

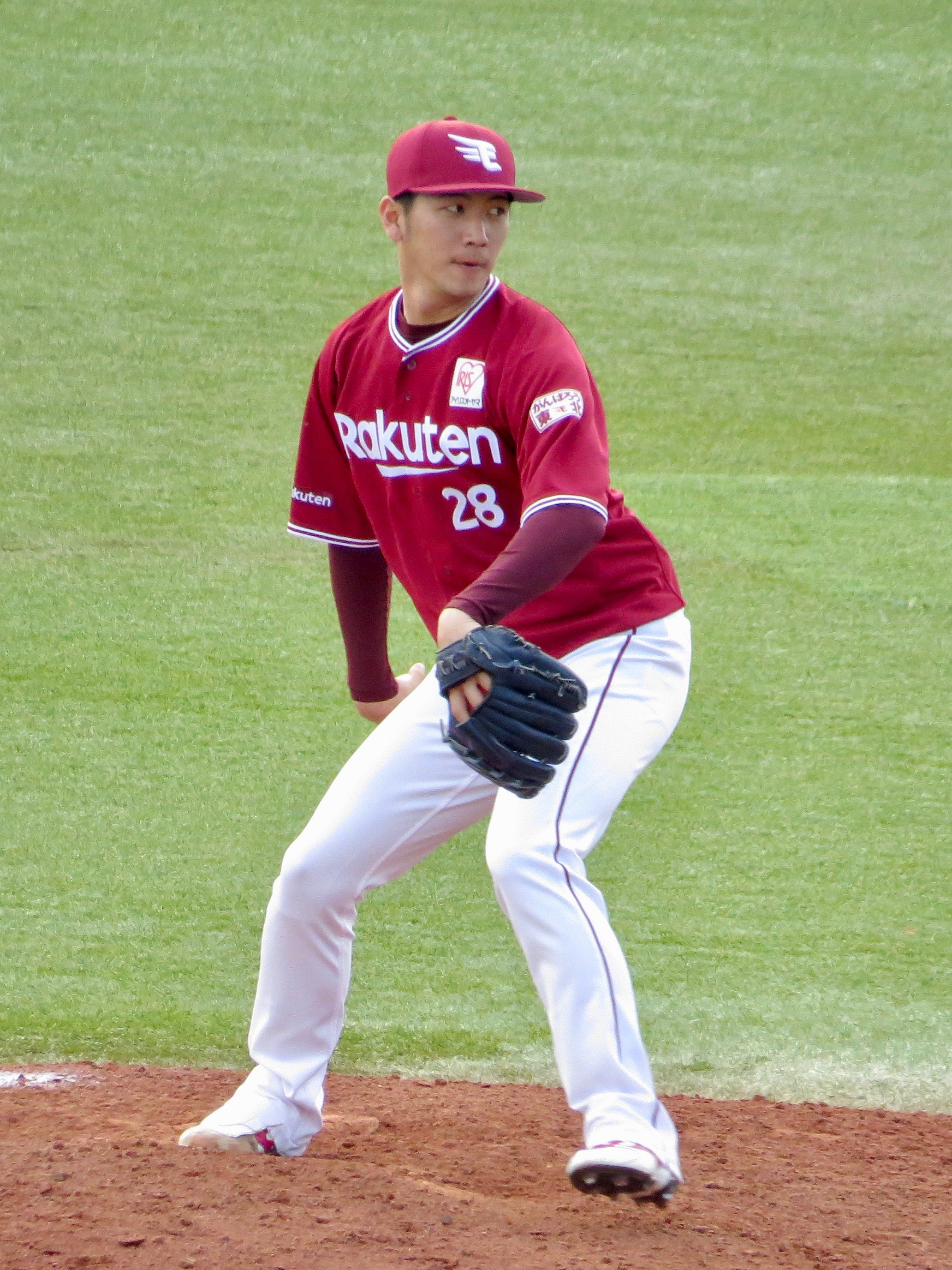
楽天時代（2018年）

2015年6月29日に行われた「侍ジャパン大学日本代表 対 NPB選抜」のNPB選抜チームのメンバーに選出されていたが、6月25日に出場が安樂智大に変更された。8月18日に初めて一軍に昇格すると翌19日の埼玉西武ライオンズ戦でプロ初登板を果たし、1イニングを投げて無安打3四死球2失点という内容であった。9月13日に登録を抹消されるとそのまま二軍でシーズンを終え、ルーキーイヤーは一軍で4試合に登板した。
2016年は7月5日に一軍登録をされ、その後は抹消と再登録を2度経験しながらもこの年は前年を上回る11試合に登板した。
2017年は9月16日に一軍へ昇格したが、同22日に登録抹消となり、この年の一軍登板は2試合にとどまった。オフに背番号が28に変更されることが発表された。
2018年は5月16日に一軍登録されるも6月3日に登録を抹消され、その後は再登録と抹消を2度経験し、この年は9試合の登板で0勝1敗・防御率3.48という成績であった。イースタン・リーグでは39試合の登板で3勝3敗20セーブ・防御率1.86を記録し、同リーグの最多セーブに輝いた。
2019年は4月12日に一軍へ昇格するも同25日に登録抹消。6月23日に再登録されたが、8月22日に登録を抹消されるとそのまま二軍でシーズンを終え、この年は13試合の登板で防御率6.27という成績であった。イースタン・リーグでは35試合の登板で2勝3敗14セーブ・防御率3.32を記録し、同リーグの最多セーブを2年連続で獲得した。

### ロッテ時代
2019年12月19日、千葉ロッテマリーンズからFA権を行使して楽天に入団した鈴木大地の人的補償としてロッテへ移籍することが発表された。背番号は37。チームに同姓でコーチの小野晋吾が在籍しているため、ユニフォームの背ネームは「F.ONO」となった。
2020年は新型コロナウイルスの影響で120試合制の短縮シーズンとなり、開幕も延期されたが、6月19日の開幕を初めて一軍で迎えた。同24日のオリックス・バファローズ戦でプロ初ホールドを記録すると、26日の同カードではプロ初勝利を挙げた。チーム内の新型コロナウイルス集団感染で10月に戦列を離れた時期もあったが、ビハインドゲームでの登板を中心に一軍のブルペンを支え、この年は40試合の登板で2勝2敗4ホールド・防御率3.23を記録し、特に8月以降は26試合の登板で防御率2.22と安定したピッチングを披露した。オフに1100万円増となる推定年俸1700万円で契約を更改した。
2021年は前年オフにメジャー移籍した澤村拓一に代わるセットアッパーとして大きな期待を受けたシーズンであったが、開幕から制球に苦しむ場面が目立ち、4月10日に登録抹消となった。同22日に一軍へ再昇格し、負け試合での登板も多く、9月には3週間登板機会が無い期間もあったが、この年は自己最多の49試合に登板。0勝3敗8ホールド・防御率3.48を記録し、オフに1000万円増となる推定年俸2700万円で契約を更改した。
2022年は3年連続で開幕を一軍で迎え、開幕直後はホールドが付かない場面での登板が中心であったが、4月22日のオリックス戦から9試合連続無失点を記録するなど、結果を残すと5月以降はホールド機会が増加。前半戦終了時点で38試合に登板し、0勝0敗15ホールド・防御率1.80を記録すると、チームメイトの東條大樹の代役としてオールスターゲームに初出場。第1戦の5回に登板して3者連続三振を奪い、故郷の福岡に錦を飾ると、第2戦でも三者凡退に打ち取って勝利投手となった。球宴明けの8月2日に実施したPCR検査の結果、無症状ながら新型コロナウイルス陽性判定が確認され、翌3日に特例2022により登録抹消。離脱後はなかなか本来の投球が戻らず、9月20日にようやく一軍復帰を果たしたものの、陽性判定の影響で後半戦は6試合の登板にとどまった。この年は44試合の登板で0勝0敗18ホールド・防御率1.99を記録し、オフに1300万円増となる推定年俸4000万円で契約を更改した。
2023年も開幕を一軍で迎えたが、10試合の登板で0勝1敗4ホールド・防御率4.66という成績で5月5日に出場選手登録を抹消されると、同19日に右肘鏡視下クリーニング手術を受けたことが翌5月20日に球団から発表された。シーズン中の実戦復帰は果たせず、オフに500万円減となる推定年俸3500万円で契約を更改した。
2024年は4月6日の二軍戦で実戦復帰を果たすも、後に本人は「良くなったと思ったら次の日に状態が悪くなったり。なかなか良くならなかった」「肘だけじゃなく肩も痛くてそれが長引いてしまったところもあった」と話し、6月終了時点ではイースタン・リーグで13試合と登板数が少なく、防御率4.26という成績であった。ただ、7月に入ると、イメージに近い状態で投げることができるようになり、7月10・11日の二軍戦では術後初の2日連続登板。9月18日に出場選手登録されると、3試合に登板して防御率3.00を記録したが、レギュラーシーズン終了後の10月5日に出場選手登録を抹消され、ポストシーズンでは登板機会が無かった。オフに500万円減となる推定年俸3000万円で契約を更改した。

## 選手としての特徴
球質の重い最速157km/hの直球、変化球は縦のスライダー、カーブ、フォーク、チェンジアップ、カットボールなどを投げる。制球力を課題としていたが、年々改善を見せている。50メートル走のタイムは6秒2、遠投は100メートル。
練習試合で160km/hを記録したことがあるが、本人は150km/h程度であり、誤計測の可能性を指摘している（プロ入り後最速148km/hだった浜屋将太も同球場のスピードガンで前日に161km/hを記録した）。

## 詳細情報

### 年度別投手成績
| 年 度      | 球 団      | 登 板 | 先 発 | 完 投 | 完 封 | 無 四 球 | 勝 利 | 敗 戦 | セ 丨 ブ | ホ 丨 ル ド | 勝 率 | 打 者 | 投 球 回 | 被 安 打 | 被 本 塁 打 | 与 四 球 | 敬 遠 | 与 死 球 | 奪 三 振 | 暴 投 | ボ 丨 ク | 失 点 | 自 責 点 | 防 御 率 | W H I P |
| ---------- | ---------- | ----- | ----- | ----- | ----- | -------- | ----- | ----- | -------- | ----------- | ----- | ----- | -------- | -------- | ----------- | -------- | ----- | -------- | -------- | ----- | -------- | ----- | -------- | -------- | ------- |
| 2015       | 楽天       | 4     | 0     | 0     | 0     | 0        | 0     | 0     | 0        | 0           | ----  | 27    | 5.0      | 10       | 1           | 4        | 0     | 1        | 0        | 1     | 0        | 8     | 8        | 14.40    | 2.80    |
| 2016       | 楽天       | 11    | 0     | 0     | 0     | 0        | 0     | 0     | 0        | 0           | ----  | 69    | 13.1     | 20       | 1           | 9        | 0     | 0        | 7        | 3     | 0        | 14    | 13       | 8.78     | 2.17    |
| 2017       | 楽天       | 2     | 0     | 0     | 0     | 0        | 0     | 0     | 0        | 0           | ----  | 8     | 2.0      | 2        | 2           | 0        | 0     | 0        | 1        | 0     | 0        | 2     | 2        | 9.00     | 1.00    |
| 2018       | 楽天       | 9     | 0     | 0     | 0     | 0        | 0     | 1     | 0        | 0           | .000  | 42    | 10.1     | 9        | 1           | 4        | 0     | 2        | 9        | 0     | 0        | 4     | 4        | 3.48     | 1.26    |
| 2019       | 楽天       | 13    | 0     | 0     | 0     | 0        | 0     | 0     | 0        | 0           | ----  | 87    | 18.2     | 26       | 3           | 5        | 0     | 2        | 14       | 1     | 0        | 13    | 13       | 6.27     | 1.66    |
| 2020       | ロッテ     | 40    | 0     | 0     | 0     | 0        | 2     | 2     | 0        | 4           | .500  | 162   | 39.0     | 31       | 2           | 18       | 1     | 1        | 32       | 0     | 0        | 18    | 14       | 3.23     | 1.26    |
| 2021       | ロッテ     | 49    | 0     | 0     | 0     | 0        | 0     | 3     | 0        | 8           | .000  | 220   | 51.2     | 37       | 4           | 26       | 1     | 2        | 56       | 5     | 0        | 25    | 20       | 3.48     | 1.22    |
| 2022       | ロッテ     | 44    | 0     | 0     | 0     | 0        | 0     | 0     | 0        | 18          | ----  | 176   | 40.2     | 36       | 2           | 16       | 2     | 1        | 33       | 2     | 0        | 11    | 9        | 1.99     | 1.28    |
| 2023       | ロッテ     | 10    | 0     | 0     | 0     | 0        | 0     | 1     | 0        | 4           | .000  | 41    | 9.2      | 9        | 0           | 3        | 0     | 1        | 6        | 2     | 0        | 5     | 5        | 4.66     | 1.24    |
| 2024       | ロッテ     | 3     | 0     | 0     | 0     | 0        | 0     | 0     | 0        | 0           | .000  | 13    | 3.0      | 4        | 0           | 1        | 0     | 0        | 1        | 1     | 0        | 1     | 1        | 3.00     | 1.67    |
| 通算：10年 | 通算：10年 | 185   | 0     | 0     | 0     | 0        | 2     | 7     | 0        | 34          | .222  | 845   | 193.1    | 184      | 16          | 86       | 4     | 10       | 159      | 15    | 0        | 101   | 89       | 4.15     | 1.40    |

- 2024年度シーズン終了時

### 年度別守備成績
| 年 度 | 球 団  | 投手  | 投手  | 投手  | 投手  | 投手  | 投手     |
| 年 度 | 球 団  | 試 合 | 刺 殺 | 補 殺 | 失 策 | 併 殺 | 守 備 率 |
| ----- | ------ | ----- | ----- | ----- | ----- | ----- | -------- |
| 2015  | 楽天   | 4     | 0     | 1     | 0     | 0     | 1.000    |
| 2016  | 楽天   | 11    | 1     | 4     | 0     | 0     | 1.000    |
| 2017  | 楽天   | 2     | 0     | 1     | 0     | 0     | 1.000    |
| 2018  | 楽天   | 9     | 0     | 2     | 0     | 0     | 1.000    |
| 2019  | 楽天   | 13    | 1     | 4     | 0     | 0     | 1.000    |
| 2020  | ロッテ | 40    | 1     | 8     | 0     | 0     | 1.000    |
| 2021  | ロッテ | 49    | 4     | 8     | 1     | 0     | .923     |
| 2022  | ロッテ | 44    | 1     | 5     | 0     | 0     | 1.000    |
| 2023  | ロッテ | 10    | 0     | 2     | 0     | 0     | 1.000    |
| 2024  | ロッテ | 3     | 0     | 1     | 0     | 0     | 1.000    |
| 通算  | 通算   | 185   | 8     | 36    | 1     | 0     | .978     |

- 2024年度シーズン終了時

### 記録
初記録
- 初登板：2015年8月19日、対埼玉西武ライオンズ18回戦（西武プリンスドーム）、6回裏に2番手で救援登板、1回2失点
- 初奪三振：2016年7月11日、対埼玉西武ライオンズ15回戦（西武プリンスドーム）、8回裏に金子侑司から空振り三振
- 初ホールド：2020年6月24日、対オリックス・バファローズ2回戦（ZOZOマリンスタジアム）、6回表に2番手で救援登板、1回無失点
- 初勝利：2020年6月26日、対オリックス・バファローズ4回戦（ZOZOマリンスタジアム）、7回表に2番手で救援登板、2回1失点

その他の記録
- オールスターゲーム出場：1回（2022年）

### 背番号
- 15（2015年 - 2017年）
- 28（2018年 - 2019年）
- 37（2020年 - ）

### 登場曲
- 「Lean On」Major Lazer & DJ Snake Feat. MO（2015年 - 2016年）
- 「Footprint」Ms.OOJA（2017年）
- 「Pieces of Me」ONE OK ROCK（2018年）
- 「My Time」Fabolous（2019年）
- 「Spark」小久保直紀（2020年 - ）